# Oostelijke sapzweefvlieg
De oostelijke sapzweefvlieg (Brachyopa pilosa) is een vliegensoort uit de familie van de zweefvliegen (Syrphidae). De wetenschappelijke naam van de soort is voor het eerst geldig gepubliceerd in 1939 door Collin.